# 제4회 홍콩 영화 금상장
제4회 홍콩 영화 금상장의 시상식에 관한 내용이다.

## 수상 및 후보

### 작품상
- 사수유년 - 엄호 수상
- 등대여명 - 레옹 포치
- 성항기병 - 맥당웅
- 상하이 블루스 - 서극

### 감독상
- 사수유년 - 엄호 수상
- 상하이 블루스 - 서극
- 성항기병 - 맥당웅
- 등대여명 - 레옹 포치
- 공복 - 이수현

### 각본상
- 사수유년 - 공량 수상
- 등대여명 - 진관중
- 성항기병 - 진흔건
- 미스터 부 6 - 허관문
- 정부료적애 - 문준

### 남우주연상
- 공복 - 이수현 수상
- 실혼로두 - 정칙사
- 등대여명 - 주윤발
- 프로젝트 A - 성룡
- 미스터 부 6 - 허관문

### 여우주연상
- 사수유년 - Siqin Gaowa 수상
- 상하이 블루스 - 실비아 창
- 사수유년 - 고미화
- 등대여명 - 엽동
- 행착인연로 - 엽덕한

### 남우조연상
- 성항기병 - 임위 수상
- 설아 - 초원
- 당조호방녀 - 장국주
- 연분 - Friend Chan
- 공복 - Ka Nin Cheung

### 여우조연상
- 연분 - 매염방 수상
- 상하이 블루스 - 이려진
- 당조호방녀 - 모니카 램
- 경성지련 - 초교
- 등대여명 - 우청

### 신인상
- 사수유년 - 고미화 수상
- 상하이 블루스 - 이려진
- 성항기병 - 임위
- Wo wei ni kuang - Lai Ping Chiang

### 촬영상
- 등대여명 - 예췌명 수상
- 사수유년 - 반항생
- 성항기병 - 고국화
- 소녀일기 - Man Fai Chan
- 경성지련 - Tony Hope

### 편집상
- 성항기병 - 장요종 수상
- 상하이 블루스 - Siu Sum Chew
- 사수유년 - Kin Kin
- 등대여명 - 장요종

### 미술상
- 사수유년 - 장숙평 수상
- 경성지련 - 구정평
- 소녀일기 - Jim Lam Yim
- 상하이 블루스 - Hing Yee Ah Yeung
- 당조호방녀 - King Man Lee

### 무술감독상
- 프로젝트 A - 성가반 수상
- 쾌찬차 - 성가반
- 귀타귀 2 - 인혁인 - 홍가반
- 성항기병 - 천후이이
- 오랑팔괘곤 - 유가량

### 영화음악상
- 경성지련 - Man Yee Lam 수상
- 상하이 블루스 - 황점
- 성항기병 - Mahmood Rumajahn
- 사수유년 - Kitaro
- 당조호방녀 - Jim Shum

### 주제가상
- 소녀일기 - 임지미 수상
- 군자호구
- 상하이 블루스
- 사수유년
- 음양착